# 롱미현
롱미현(베트남어: Huyện Long Mỹ / 縣隆美)은 베트남 메콩강 삼각주 허우장성의 현이다.

## 행정 구역
롱미현은 1시진, 8사를 관할하고 있다.

### 시진
- 빈비엔 시진 (Thị trấn Vĩnh Viễn, 永遠市鎭)

### 사
- 르엉떰 사 (Xã Lương Tâm, 良心社)
- 르엉응이어 사 (Xã Lương Nghĩa, 良義社)
- 투언호아 사 (Xã Thuận Hòa, 順和社)
- 투언흥 사 (Xã Thuận Hưng, 順興社)
- 빈투언동 사 (Xã Vĩnh Thuận Đông, 永順東社)
- 빈비엔A사 (Xã Vĩnh Viễn A, 永遠A社)
- 싸피엔 사 (Xã Xà Phiên, 杈幡社)